# Cuba (Missouri)
Pour les articles homonymes, voir Cuba (homonymie).
Cuba est une ville du comté de Crawford, dans le Missouri, aux États-Unis,. Située au centre du comté, elle est fondée en 1857 et incorporée en 1857.

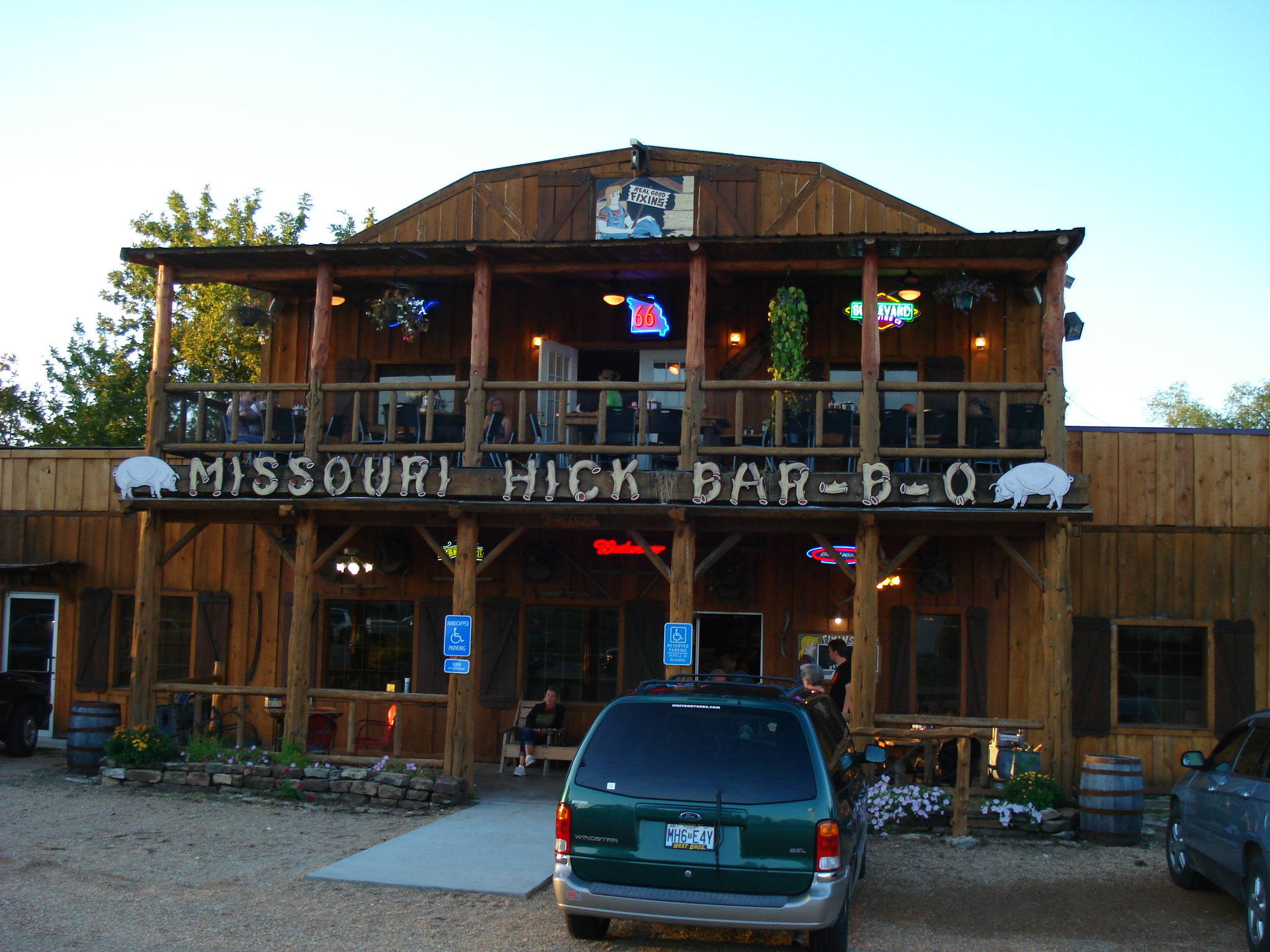
Devanture du restaurant Missouri Hick Bar-B-Q à Cuba

## Démographie
Lors du recensement de 2010, la ville comptait une population de 3 356 habitants. Elle est estimée, en 2016, à 3 340 habitants.

## Source de la traduction
- (en) Cet article est partiellement ou en totalité issu de l’article de Wikipédia en anglais intitulé « Cuba, Missouri » (voir la liste des auteurs).